# Rio São Bento (nord de Santa Catarina)
Pour les articles homonymes, voir rio São Bento.
Le rio São Bento est un cours d'eau brésilien de l'État de Santa Catarina, affluent de la rive gauche du rio Negro. Il fait partie du bassin hydrographique du rio Paraná.
Il naît et passe par la zone centrale de la ville de São Bento do Sul, à laquelle il emprunte son nom.